# Orlando (film)
Pour les articles homonymes, voir Orlando.
Pour plus de détails, voir Fiche technique et Distribution.
Orlando est un film écrit et réalisé par Sally Potter et sorti en 1992. Il s'agit de la libre adaptation du roman éponyme de Virginia Woolf.

## Synopsis
En 1603, peu avant la mort de la reine Élisabeth Ire, cette dernière promet à Orlando, un jeune aristocrate androgyne, une large parcelle sur laquelle est bâtie un château ainsi qu'une généreuse donation financière, qui appartiendrait à sa famille pour toujours, à la seule condition qu'il ne vieillisse jamais. Orlando accepte et vit reclus dans le château pendant plusieurs siècles, se réfugiant dans l'art et la poésie. Il tente de se rapprocher d'un célèbre poète, qui ridiculise ses poèmes. Orlando voyage alors en Empire ottoman comme ambassadeur anglais. Après plusieurs années de service diplomatique, il participe à une bataille mais la fuit presque aussitôt en voyant un ennemi se faire tuer. Il se réveille sept jours plus tard, changé en femme.
Orlando, devenue lady, rentre dans son château, où elle apprend que plusieurs lois stipulent qu'Orlando était une femme depuis le début et n'a donc aucun droit sur sa propriété et son héritage. Les deux siècles suivants épuisent Orlando : sa poursuite en justice, sa malchance amoureuse et les guerres l'amènent au début des années 1990. Orlando a maintenant une petite fille et cherche un éditeur pour publier son roman. Un de ces éditeurs – joué par le même acteur que celui du poète ayant dénigre l'œuvre d'Orlando – accepte, trouvant l'ouvrage plutôt bon. Après son existence des plus étranges, Orlando, se reposant avec sa fille, pointe du doigt un ange dans le ciel.

## Fiche technique
- Titre original et français : Orlando
- Réalisation : Sally Potter
- Scénario : Sally Potter, d'après le roman éponyme de Virginia Woolf
- Musique : Sally Potter & David Motion

- Direction artistique : Michael Buchanan & Michael Howells
- Décors : Jan Roelfs & Ben Van Os
- Costumes : Sandy Powell
- Photographie : Aleksey Rodionov & Andrew Speller
- Montage : Hervé Schneid
- Production : Christopher Sheppard
- Production exécutive : Laurie Borg
- Société de production : Adventure Pictures, Lenfilm, Mikado Film, Rio, Sigma Film Productions & British Screen Productions
- Société de distribution : Rezo Films (France), Sony Pictures Classics (États-Unis)
- Pays de production :  Royaume-Uni,  Russie,  Italie,  France,  Pays-Bas
- Langue originale : anglais
- Genre : Drame fantastique
- Format : couleur — 35 mm — 1.85:1 — Dolby SR
- Durée : 94 minutes
- Dates de sortie :
  -  Italie : 1er septembre 1992 (Mostra de Venise)
  -  France : 27 janvier 1993
  -  Royaume-Uni : 12 mars 1993

## Distribution
- Tilda Swinton : Orlando
- Billy Zane : Shelmerdine
- Heathcote Williams : Nick Greene / l'éditeur
- Quentin Crisp : Élisabeth Ire
- Sarah Crowden : Marie Tudor
- Dudley Sutton : Jacques Ier
- Thom Hoffman : Guillaume III d'Orange-Nassau
- Lothaire Bluteau : le Khan
- Jimmy Somerville : un chanteur / un ange
- Viktor Stepanov : l'ambassadeur de Russie
- Charlotte Valandrey : la princesse Sasha
- John Wood : l'archiduc Harry
- John Bott : le père d'Orlando
- Elaine Banham : la mère d'Orlando
- Simon Russell Beale : le comte de Moray
- Jessica Swinton : la fille d'Orlando
- Peter Eyre : M. Pope

## Production
Sally Potter commence l'écriture du scénario et le financement du projet en 1988 après le refus du projet par l'industrie quatre ans auparavant, étant soi-disant « infaisable, impossible, beaucoup très cher et, de toute manière, inintéressant »:16.
Elle découvre Tilda Swinton dans une production de Manfred Karge de la pièce de théâtre de Bertolt Brecht Homme pour homme et est attiré par « la profonde subtilité avec laquelle elle traite le langage du corps masculin, la masculinité et la féminité ». Quant à Quentin Crisp, interprétant le rôle féminin d'Élisabeth Ire, il est pour la réalisatrice « la reine des reines... en particulier dans le contexte politique de Virginia Woolf ».
Les scènes se déroulant à Constantinople ont été filmées à Khiva, en Ouzbékistan.
Les poèmes du film sont des fragments de La Reine des fées d'Edmund Spenser, Othello ou le Maure de Venise de William Shakespeare, le Coran et La Sérénade indienne et La Révolte de l'Islam de Percy Bysshe Shelley.

### Différences avec le roman
Sally Potter décrit son approche de l'adaptation comme tel:14 :
Ma tâche était de trouver une manière de rester fidèle à l'esprit du livre et aux intentions de Virginia Woolf, tout en n'hésitant pas à modifier le livre de n'importe quelle manière pour qu'il fonctionne cinématiquement. Les changements immédiats furent structuraux. L'histoire a été simplifiée et tous les événements qui n'influaient pas directement sur l'histoire d'Orlando ont été évincés.
Elle explique également que « alors que le roman peut tolérer l'abstraction et l'arbitraire (surtout concernant le changement de sexe d'Orlando), le cinéma est plus pragmatique »:14 :
Il faut des raisons – même légères – pour nous emmener dans un voyage basé uniquement sur la suspension consentie de l'incrédulité. Ainsi, la reine Élisabeth transmet sa longue vie à Orlando, alors que dans le roman, il n'y a pas d'explications. De la même manière, son changement de sexe est le résultat d'une crise de son identité masculine:14–15.
Sally Potter explique également que la façon de briser le quatrième mur est équivalent à l'adresse directe de Virginia Woolf, traduisant une finesse d'écriture en un humour cinématique:14.
À la fin du film, Orlando a une fille dans les années 1990, alors qu'elle a un fils dans les années 1920 dans le roman.
Le film contient plusieurs anachronismes : quand Orlando arrive à Constantinople en 1700, l'Angleterre est décrite comme « une terre verte et plaisante », un vers du poème And did those feet in ancient time de William Blake, écrit en 1804.

## Accueil

### Box-office
Le film génère 5,3 millions de dollars de recettes aux États-Unis et au Canada, 2 millions au Royaume-Uni, 1,9 million en Italie, 1,6 million en Allemagne et plus d'un million en Australie pour un box-office mondial de 13 millions de dollars.

### Réception critique
Orlando a été globalement bien reçu par les critiques anglophones, obtenant un pourcentage de 84 % sur le site Rotten Tomatoes, fondé sur 64 commentaires collectés et une note moyenne de 6.8⁄10 Rotten Tomatoes dit du film : « Les délices visuels de Orlando ne compensent pas son scénario tout aussi lourd, mais il est tellement amusant à regarder qu'il n'en a pas besoin ».

Avant sa sortie aux États-Unis en juin 1993, Vincent Canby écrit :
Ce spectacle ravissant et spirituel envahit l'esprit à travers des yeux ébahis mais jamais anesthésiés. À travers le Orlando de Potter, comme dans celui de Woolf, il y a une joie perçante qui, en se faisant si rare de nos jours, peu importe le médium, crée son propre suspense cinématique et un rire étonnamment surpris. Orlando pourrait bien devenir un classique bien spécial : peut-être pas mainstream, mais un modèle pour les réalisateurs indépendants qui suivent leurs propres muses irrationnelles, parfois vers l'obscurité de l'indifférence, occasionnellement vers la gloire.

## Distinctions

### Récompenses
- British Academy Film Awards : Meilleurs maquillages et coiffures pour Morag Ross
- European Film Awards : Discovery of the Year

### Nominations
- Oscars du cinéma :
  - Meilleurs décors pour Ben Van Os et Jan Roelfs
  - Meilleure création de costumes pour Sandy Powell
- British Academy Film Awards : Meilleurs costumes pour Sandy Powell
- European Film Awards : Meilleure actrice pour Tilda Swinton
- Prix Guldbagge : Meilleur film étranger
- Film Independent's Spirit Awards : Meilleur film étranger

## Impact
En 2020, Orlando est l'inspiration principale de l'exposition du Costume Institute du Metropolitan Museum of Art et du Met Gala. L'exposition, intitulée About Time: Fashion and Duration, est particulièrement inspirée de la « scène du labyrinthe », où Tilda Swinton court dans un labyrinthe vêtue d'une robe du XVIIIe siècle pour en ressortir habillée en tenue de la moitié du XIXe siècle. Andrew Bolton utilise « le concept du temps dans Orlando et la manière dont il/elle se meut avec fluidité à travers les siècles » pour « retracer plus d'un siècle et demi de mode, en illustrant comment les tenues du passé influencent le présent ».